# Baños árabes (Chinchilla de Montearagón)
Los baños árabes localizados en Chinchilla de Montearagón (Albacete, España) forman parte constituyente de un edificio de adscripción islámica dedicado a los baños higiénicos («hamman»). El 12 de diciembre de 2002 fueron declarados Bien de Interés Cultural con la categoría de monumento.

## Descripción
Se encuentra inserto en los bajos de una construcción privada destinada a vivienda y construida a inicios del siglo XX, que incluyó en su estructura la vieja fábrica, probablemente a causa de su estabilidad y solidez. 
Los vestigios de este «hamman» adquieren un carácter muy singular por constituir los únicos restos arquitectónicos de esta naturaleza conocidos hasta el presente en la provincia de Albacete. Estos baños son, además, el único vestigio construido hoy visible de la Chinchilla islámica a la que diversas fuentes árabes denominan «Yinyila», «Yinyala», «Santiyila» o «Sintiyala» y que adquirió el rango de una ciudad de mediano tamaño, capital de un distrito perteneciente a la cora de Tudmir. 
El «hamman» era un edificio público, de carácter civil, heredero en concepto funcional y constructivo de las termas romanas, si bien el mundo musulmán reduce sus dimensiones y estandariza el tramo de la planta. Como sus referentes romanos, todo edificio de baños árabes posee un vestíbulo de ingreso («al-bayt al-maslai»), una sala fría («al-bayt al-barid»), una sala templada («al-bayt al-wastani») y una sala caliente («al-bayt al saiun»).

### Arquitectura
De acuerdo con las descripciones publicadas, la porción actualmente reconocible de los baños consta de dos naves paralelas de orientación E-O y una tercera, más estrecha, perpendicular a estas. 
La fábrica muraria está compuesta de fuertes muros de argamasa, con empleo visible aún del ladrillo en algunos arcos. Los tres ambientes se cubren con bóvedas de cañón. La nave sur, que posee unas dimensiones de 7 × 2,12 metros y 2,75 metros de altura máxima conserva el calado de la estructura de cubierta con diez lucernarios estrellados de ocho puntas, algunos de los cuales se encuentran cegados. En el suelo de esta misma estancia permanece una pileta de planta cruciforme. 
El acceso desde el exterior a esta primera nave se realiza a través de un arco de piedra que quizá fue de medio punto, hoy mutilado lateralmente y casi irreconocible. Aunque actualmente no existen accesos entre ellas, las naves mayores, en origen, estuvieron comunicadas según se aprecia en la impronta de una puerta hoy cegada situada aproximadamente en el punto central del muro medianero. 
La nave norte posee las mismas dimensiones que la anterior y también se reconocen en su bóveda improntas de lucernarios, aunque en este caso han sido macizados. El acceso a esta nave desde el este se produce a través de un arco de medio punto alterado por el vano actual que presenta forma cuadrada. 
Al fondo de este segundo espacio, hacia el oeste, un hueco transformado denuncia la existencia de un acceso a la pequeña nave transversal. De igual modo, esta última posee un lucernario y conserva restos de unos arcos fajones muy deteriorados realizados en ladrillo, así como otros detalles de difícil identificación.

### Área de calentamiento del agua
Es previsible que el edificio original pudiera poseer mayor número de ambientes, dependencias y también estructuras relacionadas con la función del calentamiento del agua de la sala caliente. De hecho, en el siglo XIII se menciona su ubicación junto a un horno, dato que podría hacer pensar que se conservara aún el hogar empleado para calefactar la sala caliente y el agua de su pileta. La existencia posterior de un horno panadero se mantiene mucho después en las Relaciones Topográficas de Felipe II (1576) y parece pervivir hasta principios del siglo XX.